# Maribo Kloster
Maribo Kloster var det første birgittinerkloster i Danmark, og det blev grundlagt i 1416 i Maribo på Midtlolland. Det blev et af de vigtigste klostre i Danmark i løbet af senmiddelalderen. Efter reformationen blev det omdannet til jomfrukloster. I dag er klostret i ruiner, men klosterkirken, Maribo Domkirke, er stadig i brug.

## Historie

### Birgittinernonner
Det første birgittinerkloster i Danmark blev etableret i 1416 ved den lille landsby Skimminge. Det skete som følge af at dronning Margrete 1. havde skænket ordenen et stykke land ved Grimstrup nogle år tidligere. Ved dronningens død arvede klostret et forgyldt sølvbæger fra hendes hjem. Klostrets jord blev udvidet af Margretes efterfølger, Erik af Pommern. Munke fra Birgittinerordenens hovedkloster Vadstena kloster i Sverige blev sendt afsted for at opføre et kloster i Danmark. Byen, der havde fået navnet "Marienbo" (senere Maribo), fik købstadsrettigheder af kongen i 1416, og den nye gren af ordenen modtog pavelig velsignelse i 1418.
Opførslen af koret på Skimminge kirke var begyndt nogle år inden 1408. Det eksisterende arbejde fra denne kirke blev tilsyneladende inkorporeret i den nye klosterkirke, som blev færdiggjort i 1470. Den blev bygget i gotisk stil med røde munkesten, som var det mest normale byggemateriale i regionen på tidspunktet for opførslen. Kirken en rektangulær hallekirke med et skib og to sideskibe i samme højde som skibet og koret.
Birgittinerklostret havde både nonner og munke. Ordenen fastsatte, at klostret skulle indeholde 60 nonner, 13 kannikker, fire diakoner og otte lægbrødre. De religiøse bygninger bestod af to adskilte sektioner, med nonner på nordsiden og kannikker mod syd. Abbedissen holdt orden blandt nonnerne og havde den ultimative kontrol af klosteret; de 13 kannikker blev ledet af en skriftefader.
På klostrets højeste ejede det flere herregårde og over 400 gårde hvilket gjorde det til en af de største jordejere i Danmark i middelalderen.

### Opløsning
Danmark blev officielt lutheransk i oktober 1536, da kongen og staten vedtog de lutherske bekendtgørelser. Reformationen af lokale kirker var sket siden midten af 1520'erne, men efter 1536 lukkede staten alle religiøse bygninger. Selvom Maribo Kloster blev opløst som religiøs institution, fik nonnerne alligevel lov til at bo der frem til 1551. Nogle af nonnerne tog til Mariager Kloster i Jylland, hvor den sidste nonne døde i 1588. Nogle få nonner blev tilbage i Maribo.

### Sekundær brug
I 1556 blev klostret organiseret ind i et luthersk hus til brug for ugifte adelskvinder. I august dette år besøgte Christian 3. Maribo og overværede de unge kvinders indskrivelse i det lutherske kloster. Mette Marsvinsdatter blev abbedisse og fik kontrol over bygningerne og de omkringliggende jorde. Drude Pogvisk blev priorinde. Efter kongens besøg betalte en række adelsfamilier for at få deres ugifte døtre og søstre til klostret for resten af deres liv, med mindre de fik mulighed for at gifte sig. Disse kvinder var ikke nonner, selvom deres dage i høj grad bestod af religiøse protestantiske aktiviteter og velgørenhed.
Klostrets genåbning skete ikke uden kritik. Allerede i 1563 modtog den luthersk biskop på Fyn, der havde ansvar for Maribo, klager om at klostret mindede om romersk katolske klostre. Beskyldninger om at der fortsat blev bedt for de døde, sunget katolske salmer, at de nægtede at lytte til den lutherske pastors prædikener, og at man gik tilbage til den praksis man førte indefor Birgittinerordenen, var alle en del de klager, som folk beskyldte klostret for samt at det "korrumperede" de kvinder, der boede der. I de følgende år blev beskyldningerne endnu værre, da klostret blev åbnet for alle, som måtte ønske at besøge det. Kvinderne på klostret kæmpede åbenlyst for at holde det lukket og nægtede at følge reglen eller abbedissen; flere var regelmæssigt fulde og drak op til fjorten tønder øl, som de modtog hvert år. Det var også hævdet, at kvinders værelser blev brugt som bordeller for enhver ung adelsmand, der kom på besøg.
I 1596 blev Maribo Kirke brændt ned og klosterkirken blev byens sognekirken. Klostret blev lukket i 1621 og bygningerne blev givet til Sorø Akademi. De fleste blev revet ned for at skaffe byggematerialer, og kun kirken, der stadig var i brug, fik lov at bestå.
I 1685 flyttede Leonora Christina Ulfeldt ind i de forfaldne bygninger efter at have været fange i blåtårn i 21 år.

### Domkirke
I 1803, da Lolland-Falsters Stift blev etableret, blev Maribo Klosterkirke til en Domkirke. Kirken var gået i forfald, da der kun var en lille by, der brugte og vedligeholdt den. I 1860'erne blev kirken restaureret og et nyt slankere tårn blev bygget som erstatning for det gamle. Den tidligere klosterkirke har fem klokketårne; det ældste, fra den oprindelige kirke udført af en ukendt arkitekt, var gået i stykker og blev fjernet i 1996.

## Nye Birgittinernonner
Maribo er igen blevet hjem for Birgittinerordenen, selvom det ikke er samme sted som tidligere, da dette er fredet. Habitaculum Mariæ blev etableret i 2006.